# Stor-Käringtjärnen
Stor-Käringtjärnen är en sjö i Älvdalens kommun i Dalarna och ingår i Dalälvens huvudavrinningsområde.